# Sapore di mare 2 - Un anno dopo
Sapore di mare 2 - Un anno dopo è un film italiano del 1983 diretto da Bruno Cortini. È il seguito di Sapore di mare, uscito nello stesso anno.

## Trama
Estate 1965. Dopo un anno, il gruppo de La Capannina si ritrova sulla spiaggia di Forte dei Marmi, in Versilia. Rispetto all'estate precedente, non ci sono più Luca e Felicino, né Marina Pinardi e la signora Balestra col marito. In compenso, si sono aggiunti Tea Guerrazzi, una donna in cerca di uomini ricchi; Uberto Colombo, autista del Commendator Carraro; Fulvio Comanducci, un giovane libertino; Valeria, una compagna di studi di Gianni; Reginella, figlia di amici dei Pinardi.
Paolo è sempre più innamorato di Susan ed è pronto a cercarla in ogni dove, nonostante il parere negativo dei genitori, che lo vorrebbero far fidanzare con Reginella. Anche Susan ricambia i sentimenti di Paolo, ma, mentre lui la sta cercando a Londra, lei giunge a sorpresa a Forte dei Marmi: non trovandolo e credendolo fidanzato con Reginella, si getta tra le braccia di un certo Romildo Bettazzi.
Uberto si trova in vacanza a Forte dei Marmi con un unico scopo: quello di conquistare una donna ricca. Respinto da Tea Guerrazzi, che scopre immediatamente il suo gioco, riesce a far colpo su Alina, la giovane amante del Commendator Parodi. Tra una bugia e l'altra, non mette però in conto un imprevisto: quello di innamorarsi sul serio della ragazza.
Il nuovo arrivato, Fulvio, stuzzica Selvaggia, la quale, attratta fisicamente dal ragazzo, finisce per cedere e per tradire il fidanzato Gianni, di cui rimane tuttavia molto innamorata. Di Gianni è segretamente innamorata anche Valeria, pronta ad approfittare della situazione e a creare nuove incomprensioni tra i due fidanzatini.
Diciotto anni dopo Susan e Paolo si sono sposati così come Alina ed Uberto il cui matrimonio è però in crisi. Gianni (ora giornalista) e Selvaggia (divorziata e separata dal suo compagno) hanno dovuto aspettare diciotto anni ma finalmente si ritrovano, entrambi liberi e disponibili. Tea, che si gode il denaro ereditato dal Commendator Parodi, ritrova Fulvio, mentre Maurizio si è sposato con Reginella, e suo figlio, la copia esatta di Maurizio, corteggia le figlie dei marchesini Pucci sulle note di Vamos a la playa dei Righeira.

## Produzione
Il film, uscito al cinema nell'autunno del 1983, fu voluto dalla Medusa in contrasto ai fratelli Vanzina (autori del primo film) che erano passati alla Filmauro per girare Vacanze di Natale e fu affidato a Bruno Cortini, già aiuto regista di Carlo Vanzina nel primo film. Tuttavia, poiché furono utilizzati dei pezzi non usati nel primo film, anche i fratelli Vanzina figurano come sceneggiatori del sequel.

### Luoghi delle riprese
Come per il primo episodio, il film è stato girato a Forte dei Marmi e a Ostia Lido.

## Accoglienza
Il film incassò un miliardo e mezzo di lire, meno dei 10 miliardi ottenuti dal suo predecessore.

## Colonna sonora
La colonna sonora del film è una raccolta di brani musicali degli anni sessanta. È stata pubblicata dalla CGD nel 1983 in LP con numero di catalogo COM 20340 e musicassetta con numero di catalogo 30 COM 20378. Nel 1986 venne pubblicato anche il CD (CDS 6037).

### Tracce
1. Gino Paoli – Sapore di sale – 3:28
2. Françoise Hardy – Tous les garçons et les filles – 3:07
3. Jimmy Fontana – Il mondo – 2:41
4. Petula Clark – Quelli che hanno un cuore – 3:04
5. Tony Renis – Quando quando quando – 2:44
6. Mina – E se domani – 3:04
7. Don Backy – L'amore – 2:56
8. Caterina Caselli – Cento giorni – 3:02
9. Gianni Morandi – C'era un ragazzo che come me amava i Beatles e i Rolling Stones – 3:05
10. Adriano Celentano – Il Ragazzo della via Gluck – 4:01
11. Petula Clark – Ciao ciao (Down Town) – 2:55
12. Bruno Lauzi – Ritornerai – 2:42
13. Gigliola Cinquetti – La pioggia – 2:57
14. Adriano Celentano – Azzurro – 3:56
15. Patty Pravo – Ragazzo triste – 3:02
16. Little Tony – Riderà – 3:55
17. Johnny Dorelli – L'immensità – 3:22
18. Massimo Ranieri – Rose rosse – 3:22
19. Gianni Morandi – Un mondo d'amore – 2:37
20. I Camaleonti – L'ora dell'amore (Homburg) – 3:36
21. Lucio Battisti – Acqua azzurra, acqua chiara – 3:36

Durata totale: 67:12
Oltre a queste, nelle scene finali del film si ascoltano anche Vamos a la playa dei Righeira e Tropicana del Gruppo Italiano.

## Incongruenze
Durante la scena della telefonata tra Paolo e Susan, si nota il portiere dell'albergo sfogliare la Gazzetta dello Sport, il cui titolo riporta la clamorosa sconfitta della nazionale italiana contro la nazionale nordcoreana al Campionato mondiale di calcio 1966. Trattasi infatti di un errore di produzione, in quanto tale partita si sarebbe disputata solamente l'anno successivo, considerando che la pellicola è ambientata nell'estate del 1965.
A inizio film Uberto Colombo (Mauro Di Francesco) ascolta l’autoradio da cui viene risuonata “Il ragazzo della via Gluck”. La canzone, però, è del 1966. Nel film, comunque, sono presenti numerose canzoni che nel 1965 non erano ancora state incise: Cento Giorni (Caterina Caselli), C'era un ragazzo che come me amava i Beatles e i Rolling Stones (Gianni Morandi), La Pioggia (Gigliola Cinquetti), Azzurro (Adriano Celentano), Ragazzo Triste (Patty Pravo), Riderà (Little Tony), L'immensità (Johnny Dorelli), Rose Rosse (Massimo Ranieri), Un Mondo d'amore (Gianni Morandi), L'Ora dell'amore (Camaleonti), Acqua Azzurra, Acqua Chiara (Lucio Battisti)

## Sequel
Trent'anni dopo l'uscita dei due film, i fratelli Vanzina dirigono Sapore di te, ancora una volta ambientato a Forte dei Marmi, però durante la prima metà degli anni ottanta.